# 12592 Brianchen
12592 Brianchen è un asteroide della fascia principale. Scoperto nel 1999, presenta un'orbita caratterizzata da un semiasse maggiore pari a 2,7583087 au e da un'eccentricità di 0,1119281, inclinata di 6,62497° rispetto all'eclittica.